# Ferô mô lip đen
Ferô mô lip đen là một hợp kim của sắt với mô lip đen, với một lượng mô lip đen từ 60-70%. Nó là nguyên liệu chính để chế tạo thép hợp kim thấp có độ bền cao. Từ quặng có chứa mô lip đen, người ta chuyển chúng thành MoO3, sau đó sẽ được khử oxy để trở thành ferô mô lip đen.

## Ứng dụng
Ferô mô lip đen được cho vào thép lỏng, trước khi rót khuôn, nhằm tăng cơ tính và cải thiện tính đúc của thép.